# Albert Gemoll
Albert Eduard August Gemoll (* 17. August 1847 in Arnswalde, Neumark; † 22. Juli 1921 in Striegau) war ein deutscher Gymnasiallehrer und Altphilologe.
Albert Gemoll, älterer Bruder des Altphilologen Wilhelm Gemoll, besuchte das Gymnasium in Pyritz und studierte ab 1867 an der Universität Berlin Philologie. Am 24. Dezember 1870 wurde er dort promoviert, 1871 legte er das Staatsexamen ab. 
Seit 1872 unterrichtete er an Gymnasien in Niederschlesien, zunächst in Jauer, seit 1873 in Wohlau, seit 1884 in Nachfolge seines Bruders als Direktor des Progymnasiums in Striegau, das 1907 Realgymnasium wurde. Er publizierte rege zu philologischen Themen und Schulfragen. Zum 1. Oktober 1918 trat er in den Ruhestand. Zudem betätigte er sich als Dramatiker.
Sein Nachlass befindet sich in der Staatsbibliothek zu Berlin.

## Schriften (Auswahl)
- De cooptatione sacerdotum Romanorum. Berlin 1870 (Dissertation, Digitalisat).
- Specilegium criticum in scriptores historiae Augustae. Wohlau 1876 (Programm Wohlau Gymnasium).
- Zur Einführung in den Homer. 1. Teil. Homers Leben und Gesänge. Wohlau 1879 (Programm Wohlau Gymnasium).
- Einleitung in die homerischen Gedichte zum Schulgebrauch. Leipzig, Teubner 1881.
- Homerische Blätter. 1. Teil. Striegau 1885 (Programm Striegau Progymnasium).
- Die Homerischen Hymnen, herausgegeben und erläutert. Leipzig, Teubner 1886. (Digitalisat im Internet Archive)
- Homerische Blätter. 2. Teil. Striegau 1888 (Programm Striegau Progymnasium).
- Die Scriptores Historiae Augustae I. Striegau 1886 (Programm Striegau Progymnasium, Digitalisat im Internet Archive).
- Das Recht von Gortyn. Striegau 1889 (Programm Striegau Progymnasium).
- mit Wilhelm Gemoll: Kritische Blätter. Zum 25-jährigen Jubiläum des ev. Gymnasiums in Jauer und seines Direktors Volkmann. Striegau 1890.
- Das Gymnasium und der Kampf gegen die Sozialdemokratie. Striegau 1891 (Programm Striegau Progymnasium. Online).
- Königin Louise (Vaterländisches Drama), 1892.
- Vermischte Mittheilungen. Mittheilungen aus Liegnitzer Handschriften. In: Zeitschrift des Vereins für Geschichte und Alterthum Schlesiens. 34, 1900, S. 388–394.
- Des Zollernaares Siegeszug. Ein Festspiel zur 200-jährigen Jubelfeier der preußischen Königskrone. Striegau 1901 (Programm Striegau Progymnasium).
- Der homerische Schiffskatalog. Striegau 1904 (Programm Striegau Realgymnasium).
- Die Meditationsarbeit im deutschen Unterricht als Gegenmittel gegen die Aufsatzfabriken. Striegau 1906 (Programm Striegau Realgymnasium).
- Meditationen zu deutschen Aufsätzen für Prima. 1. Teil. Striegau 1909 (Programm Striegau Realgymnasium).
- Meditationen zu deutschen Aufsätzen für Prima. 2. Teil. Striegau 1911 (Programm Striegau Realgymnasium).
- Friedrich der Große und Maria Theresia (Vaterländisches Schauspiel), 1911.
- Aus dem Schulleben. Striegau 1912 (Programm Striegau Realgymnasium).